# 譚樂基
現為關注副學位大聯盟發言人，香港城市大學公共政策學系三年級學生，曾多次就教育議題接受傳媒訪問。
2012年城市大學擬削減自資銜接學位，由六百九十二個大幅減少至九十個。譚樂基發起「城大削減自資學位課程關注組」指城大削減自資銜接學位，進一步收窄副學士畢業生升學出路，形成升學樽頸，且指過程有如黑箱作業，要求校方提高決策透明度。 